# Terralonus
Terralonus is een geslacht van spinnen uit de familie springspinnen (Salticidae).

## Soorten
De volgende soorten zijn bij het geslacht ingedeeld:
- Terralonus banksi (Roewer, 1951)
- Terralonus californicus (Peckham & Peckham, 1888)
- Terralonus fraternus (Banks, 1932)
- Terralonus mylothrus (Chamberlin, 1925)
- Terralonus shaferi (Gertsch & Riechert, 1976)
- Terralonus unicus (Chamberlin & Gertsch, 1930)
- Terralonus versicolor (Peckham & Peckham, 1909)